# Saint-Médard (Moselle)
Pour les articles homonymes, voir Saint-Médard.
Saint-Médard est une commune française située dans le département de la Moselle en région Grand Est.

## Géographie
La commune fait partie du Parc naturel régional de Lorraine.

### Écarts et lieux-dits
- Bathelémont.

### Communes limitrophes
| Château-Voué          | Wuisse       | Val-de-Bride |
| Haraucourt-sur-Seille | Saint-Médard | Mulcey       |
|                       | Marsal       |              |

### Hydrographie
La commune est située dans le bassin versant du Rhin au sein du bassin Rhin-Meuse. Elle est drainée par la Seille, le ruisseau du Moulin de Mulcey, le ruisseau de Boulle, le ruisseau de la Goulotte et le ruisseau de Prate.
La Seille, d'une longueur totale de 137,7 km, prend sa source dans la commune de Maizières-lès-Vic et se jette  dans la Moselle à Metz en limite avec Saint-Julien-lès-Metz, après avoir traversé 57 communes.

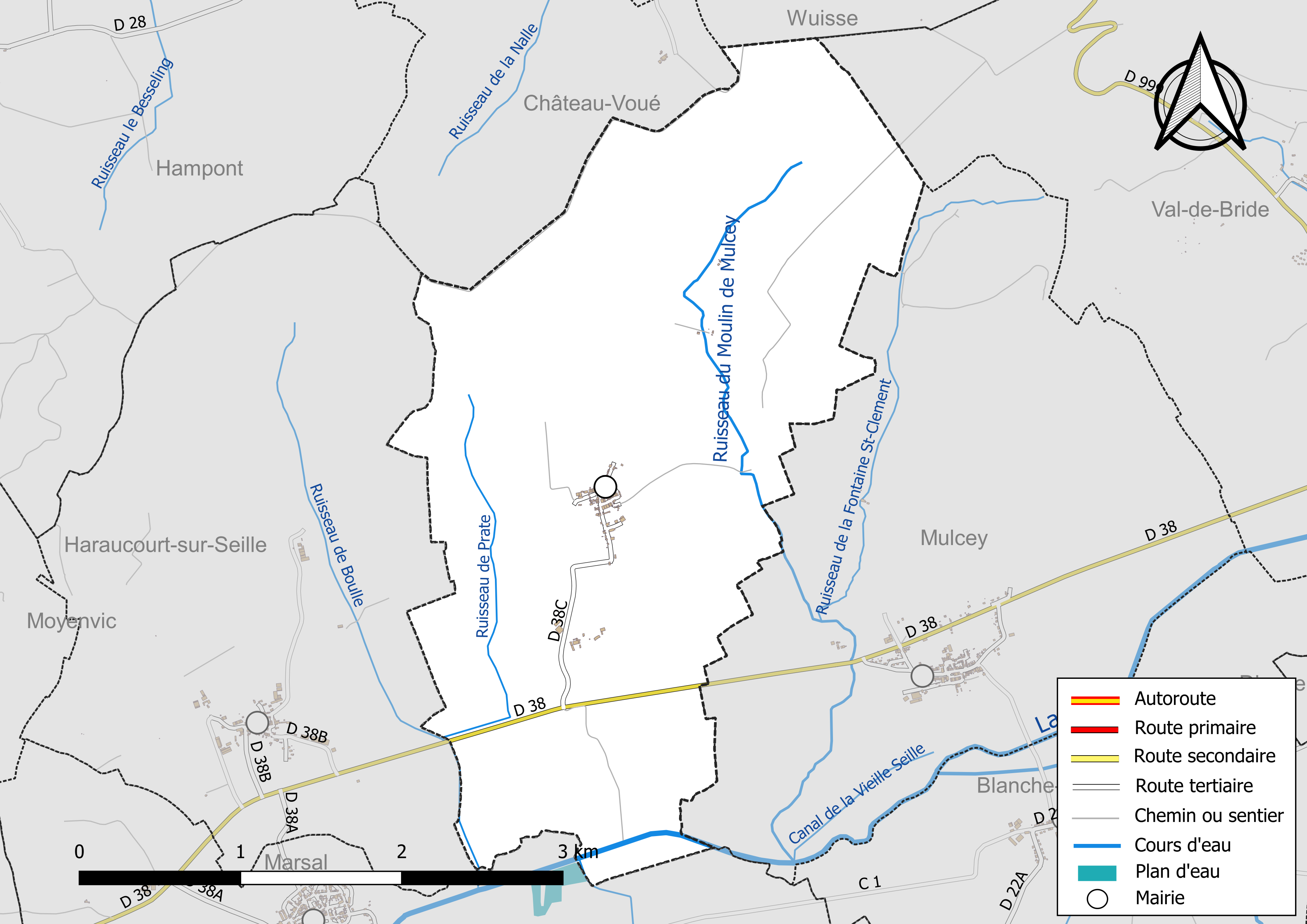
Réseaux hydrographique et routier de Saint-Médard.

La qualité des eaux des principaux cours d’eau de la commune, notamment de la Seille, peut être consultée sur un site spécial géré par les agences de l’eau et l’Agence française pour la biodiversité.

### Climat
Pour des articles plus généraux, voir Climat du Grand Est et Climat de la Moselle.
En 2010, le climat de la commune est de type climat des marges montargnardes, selon une étude du Centre national de la recherche scientifique s'appuyant sur une série de données couvrant la période 1971-2000. En 2020, Météo-France publie une typologie des climats de la France métropolitaine dans laquelle la commune est exposée à un climat semi-continental et est dans la région climatique  Lorraine, plateau de Langres, Morvan, caractérisée par un hiver rude (1,5 °C), des vents modérés et des brouillards fréquents en automne et hiver. 
Pour la période 1971-2000, la température annuelle moyenne est de 9,9 °C, avec une amplitude thermique annuelle de 17,1 °C. Le cumul annuel moyen de précipitations est de 910 mm, avec 12,1 jours de précipitations en janvier et 9,3 jours en juillet. Pour la période 1991-2020, la température moyenne annuelle observée sur la station météorologique de Météo-France la plus proche, « Rodalbe », sur la commune de Rodalbe à 12 km à vol d'oiseau, est de 10,6 °C et le cumul annuel moyen de précipitations est de 737,2 mm. 
La température maximale relevée sur cette station est de 38,7 °C, atteinte le 24 juillet 2019 ; la température minimale est de −18,1 °C, atteinte le 26 décembre 2010,,. 
Les paramètres climatiques de la commune ont été estimés pour le milieu du siècle (2041-2070) selon différents scénarios d'émission de gaz à effet de serre à partir des nouvelles projections climatiques de référence DRIAS-2020. Ils sont consultables sur un site spécial publié par Météo-France en novembre 2022.

## Urbanisme

### Typologie
Au 1er janvier 2024, Saint-Médard est catégorisée commune rurale à habitat dispersé, selon la nouvelle grille communale de densité à sept niveaux définie par l'Insee en 2022.
Elle est située hors unité urbaine. Par ailleurs la commune fait partie de l'aire d'attraction de Dieuze, dont elle est une commune de la couronne,. Cette aire, qui regroupe 31 communes, est catégorisée dans les aires de moins de 50 000 habitants,.

### Occupation des sols
L'occupation des sols de la commune, telle qu'elle ressort de la base de données européenne d’occupation biophysique des sols Corine Land Cover (CLC), est marquée par l'importance des territoires agricoles (60,2 % en 2018), en augmentation par rapport à 1990 (58,4 %). La répartition détaillée en 2018 est la suivante : 
terres arables (40,9 %), forêts (39,8 %), prairies (19,3 %), zones agricoles hétérogènes (0,1 %). L'évolution de l’occupation des sols de la commune et de ses infrastructures peut être observée sur les différentes représentations cartographiques du territoire : la carte de Cassini (XVIIIe siècle), la carte d'état-major (1820-1866) et les cartes ou photos aériennes de l'IGN pour la période actuelle (1950 à aujourd'hui).

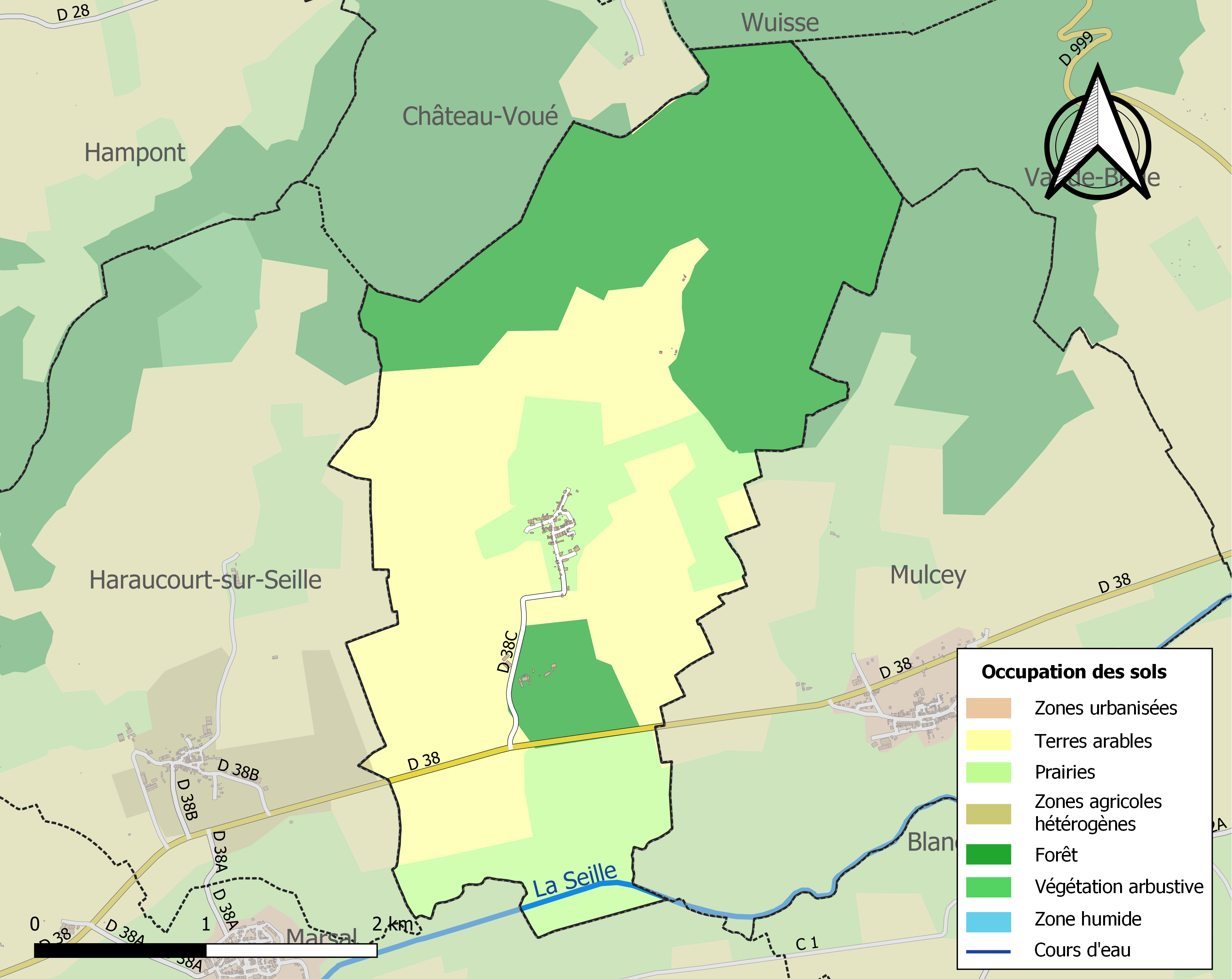
Carte des infrastructures et de l'occupation des sols de la commune en 2018 (CLC).

## Toponymie
- Saint-Médard : Sanctus Medardus (1258), Saint Marc (1264), Saint March (1273), Saint Médart (1793), Sankt Medard (1871-1918).
- Bathelémont : Bethenberg[15] et Betthenberg-von-Marsel (1418), Bettemberg (1459), Batthelemont/Battendorf/Battenberg (1594), Barthelémont-lès-Marsal (1751), Bathelémont-sur-Seille (1779)[16], Bettenberg (1916-1918).

## Histoire
- Village de la châtellenie de Marsal. Dépendait de l'ancienne province des Trois-Évêchés.
- Incendié au cours de la guerre de Trente Ans.

## Politique et administration
| Période                                  | Période       | Identité            | Étiquette | Qualité |
| ---------------------------------------- | ------------- | ------------------- | --------- | ------- |
| Les données manquantes sont à compléter. |               |                     |           |         |
| avant mars 1995                          | mars 2001     | Jean-Marie Schwartz |           |         |
| mars 2001                                | Avril 2020    | Pascal Hamant       |           |         |
| mai 2020                                 | Décembre 2023 | Aurélie Lalzace     |           |         |

## Démographie
L'évolution du nombre d'habitants est connue à travers les recensements de la population effectués dans la commune depuis 1793. Pour les communes de moins de 10 000 habitants, une enquête de recensement portant sur toute la population est réalisée tous les cinq ans, les populations de référence des années intermédiaires étant quant à elles estimées par interpolation ou extrapolation. Pour la commune, le premier recensement exhaustif entrant dans le cadre du nouveau dispositif a été réalisé en 2004.

En 2022, la commune comptait 106 habitants, en évolution de +11,58 % par rapport à 2016 (Moselle : +0,52 %, France hors Mayotte : +2,11 %).
| 1793 | 1800 | 1806 | 1821 | 1831 | 1836 | 1841 | 1846 | 1851 |
| ---- | ---- | ---- | ---- | ---- | ---- | ---- | ---- | ---- |
| 201  | 303  | 445  | 414  | 407  | 485  | 521  | 501  | 457  |

| 1856 | 1861 | 1871 | 1875 | 1880 | 1885 | 1890 | 1895 | 1900 |
| ---- | ---- | ---- | ---- | ---- | ---- | ---- | ---- | ---- |
| 376  | 362  | 343  | 331  | 308  | 301  | 290  | 272  | 257  |

| 1905 | 1910 | 1921 | 1926 | 1931 | 1936 | 1946 | 1954 | 1962 |
| ---- | ---- | ---- | ---- | ---- | ---- | ---- | ---- | ---- |
| 265  | 277  | 211  | 194  | 176  | 171  | 174  | 146  | 140  |

| 1968 | 1975 | 1982 | 1990 | 1999 | 2004 | 2006 | 2009 | 2014 |
| ---- | ---- | ---- | ---- | ---- | ---- | ---- | ---- | ---- |
| 121  | 114  | 105  | 109  | 113  | 102  | 98   | 104  | 96   |

| 2019 | 2022 | - | - | - | - | - | - | - |
| ---- | ---- | - | - | - | - | - | - | - |
| 109  | 106  | - | - | - | - | - | - | - |

## Culture locale et patrimoine

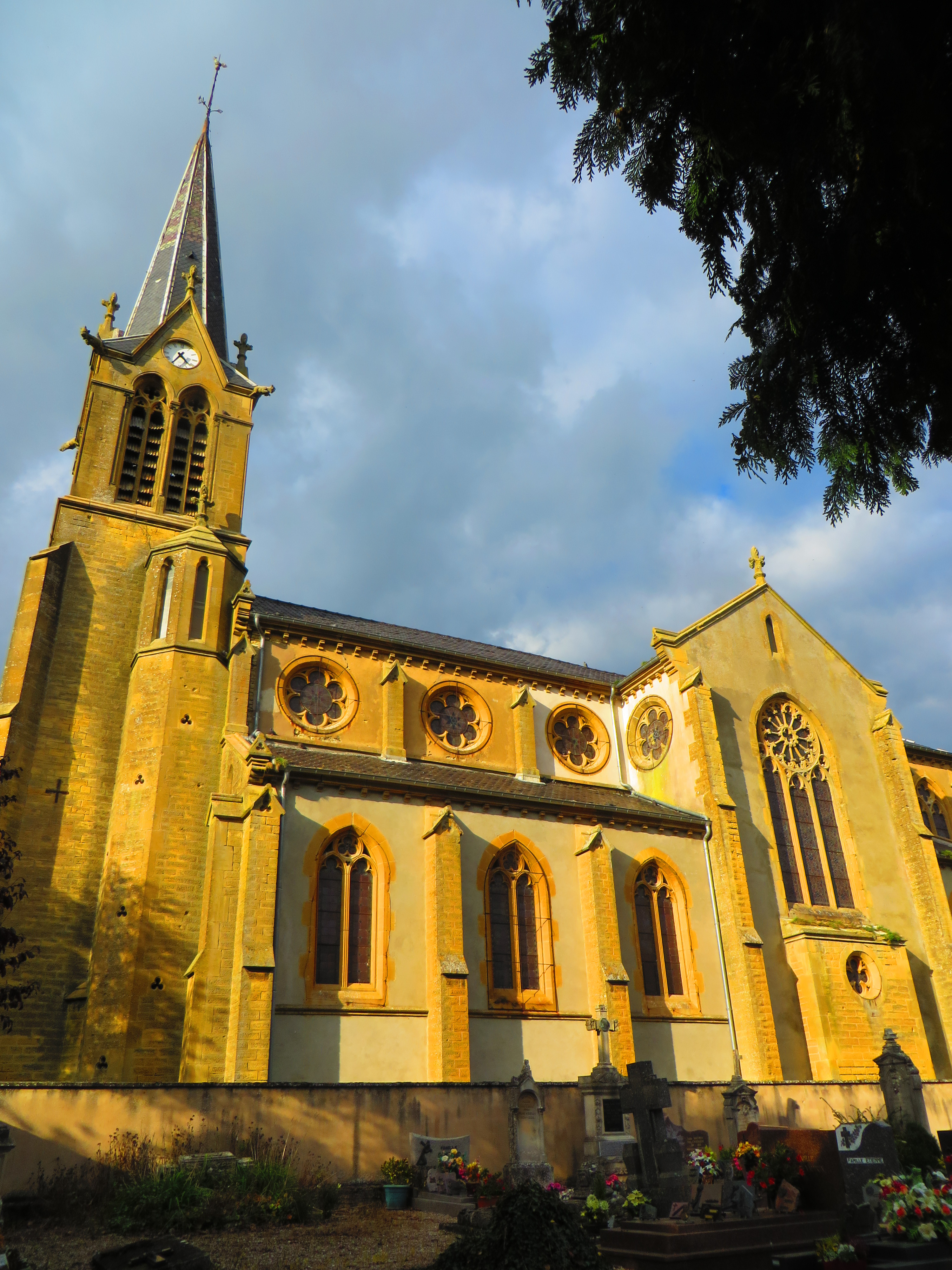
Église Saint-Médard

### Lieux et monuments
- Château de Bathélemont, reconstruit au XIXe siècle, avec chapelle néo-gothique transportée après 1920, à l'entrée du cimetière militaire de Riche. Barthelémont était un petit village qui fut incendié au début de la guerre de Trente Ans et dont il ne subsista que le château. Au XIXe siècle, ce château devint la propriété du comte de Bourcier de Montureux qui le fit reconstruire sous le Second Empire par l'architecte Jean Corrard des Essarts. C'est une construction rectangulaire à deux niveaux dont la façade principale, dominant la vallée de la Seille au sud, présente trois avant-corps qui, avec les hautes toitures et le jeu des rampes descendant de la terrasse vers le parc, donnent assez d'allure à une architecture très banale. À côté de ce château, on éleva une chapelle néo-gothique qui fut transportée, après 1920, à l'entrée du cimetière militaire de Riche; on y avait placé d'intéressant vitraux de 1529, provenant de l'église des sœurs grises d'Ormes et vendus depuis au Métropolitan Museum of Art à New-York.
- Église néo-gothique Saint-Médard édifiée en 1884, mobilier d'époque.

### Héraldique
| Blason de Saint-Médard | Blason  | D'azur au triangle d'or accompagné de trois colombes d'argent. |
| Blason de Saint-Médard | Détails | Le statut officiel du blason reste à déterminer.               |